# Airspeed Courier
Ейрспід AS.5 Кур'єр (англ. Airspeed AS.5 Courier) — британський літак зв'язку часів Другої світової війни. Перший серійний літак виробництва компанії Airspeed Ltd., і перший британський серійний літак із висувним шасі.

## Історія
В 1931 році, один із засновників компанії Airspeed Ltd. — Альфред Хессель Тілтман, запропонував виготовляти легкий транспортний літак AS.5. Але оскільки сама компанія була створена тільки в березні того ж року, виробництво першого прототипу почалось тільки у вересні 1932.
Літак мав бути типовим монопланом змішаної конструкції з висувним шасі, що на той момент було доволі передовою технологією. Були побоювання, що таке шасі ускладнить виготовлення без суттєвих покращень, але Тілтман наполягав на своєму, і пізніше було встановлено що прибране шасі дозволяє збільшити крейсерську швидкість на 30 км/год, порівняно з випущеним. 10 квітня 1933 року перший прототип оснащений двигуном Armstrong Siddeley Lynx IVC без капота піднявся в повітря. Пізніше двигун був обгорнутий в кільце Тауненда, і ця версія отримала позначення AS.5A і мала використовуватись у метрополії. Паралельно розробляли «колоніальний» варіант AS.5B з двигуном Armstrong Siddeley Cheetah V.
У лютому 1934 року літаком зацікавились ВПС, і отримали один AS.5A для випробувань. У 1935 році літак був повернутий зі списком пропозицій для покращення, оскільки літак мав деякі проблеми з посадкою. У результаті на літак було встановлено щілинні закрилки Hanley Page на крайній половині крил, розщеплювальні закрилки на внутрішній, і додано можливість використати елерони як закрилки.
Загалом було виготовлено 16 літаків, 10 з яких використовувались Королівськими ВПС під час Другої світової війни. Але спеціально для ВПС літак не виготовлявся: окрім першого AS.5A (D4047), переданого на випробування, інші дев'ять літаків було забрано в цивільних операторів. До кінця війни залишився тільки один «Кур'єр», який був повернутий цивільним 18 січня 1946 року.

## Модифікації
- AS.5 — перший прототип із двигуном Armstrong Siddeley Lynx IVC потужністю 240 к. с. (179 кВт)
- AS.5A — серійний «британський» варіант із двигуном Armstrong Siddeley Lynx IVC
- AS.5B — серійний «колоніальний» варіант із двигуном Armstrong Siddeley Cheetah V потужністю 305 к. с. (227 кВт.)

## Тактико-технічні характеристики AS.5B

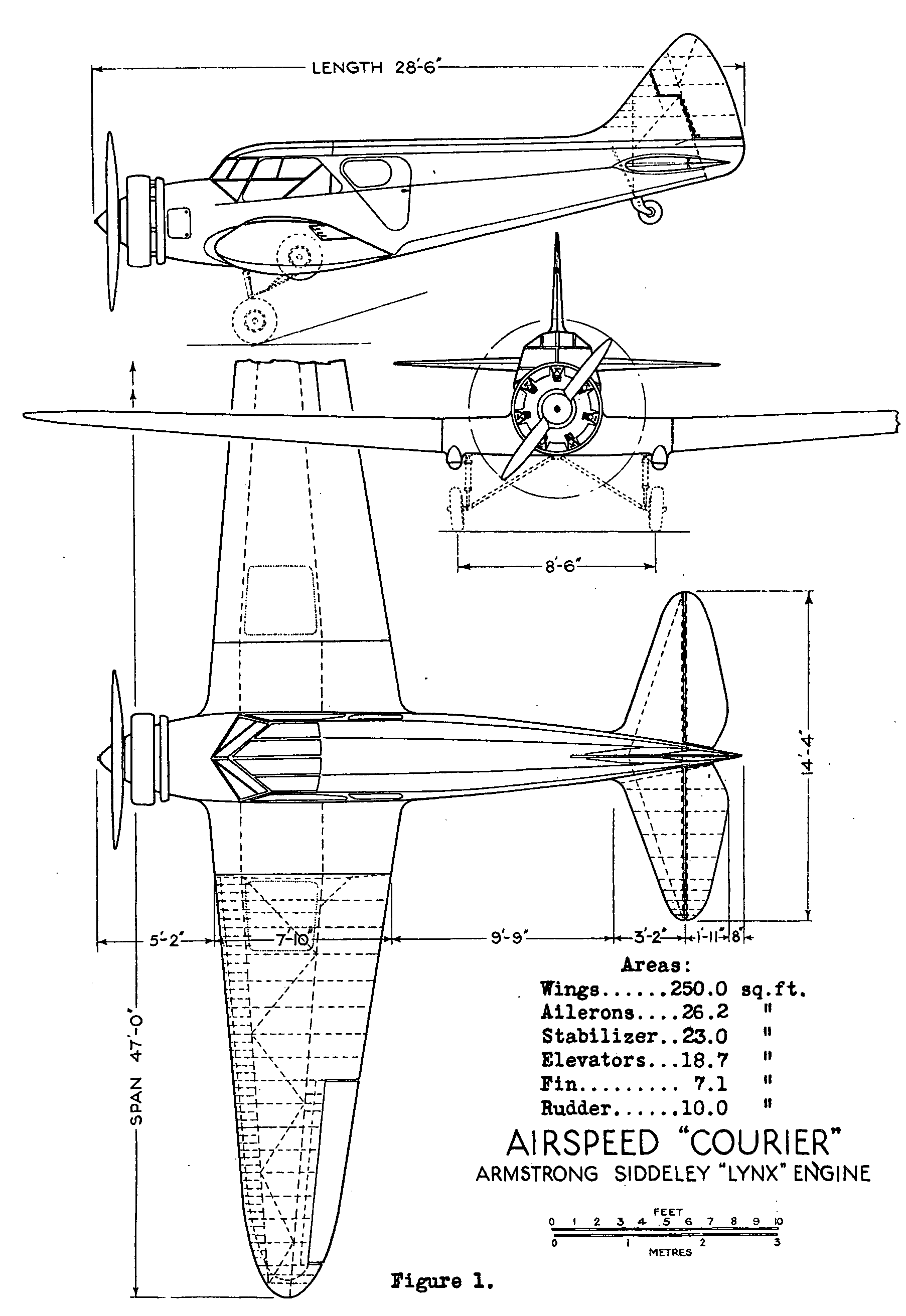

Дані з Consice Guide to British Aircraft of World War II

### Технічні характеристики
- Екіпаж: 1 особа
- Пасажиромісткість: 5 пасажирів
- Довжина: 8,69 м
- Розмах крила: 14,33 м
- Площа крила: 23,23 м²
- Маса порожнього: 1056 кг
- Максимальна злітна маса: 1814 кг
- Двигун: Armstrong Siddeley Cheetah V
- Потужність: 305 к. с. (227 кВт)

### Льотні характеристики
- Максимальна швидкість: 266 км/год (на рівні моря)
- Крейсерська швидкість: 233 км/год (на висоті 305 м)
- Практична стеля: 5180 м
- Дальність польоту: 1030 км